# Snarki
Snarki é uma vila no distrito administrativo de Gmina Gielniów, no condado de Przysucha, voivodia da Masóvia, no centro-leste da Polônia. Fica a aproximadamente 13 quilômetros (8 mi) a oeste de Przysucha e a 100 quilômetros (62 mi) sudoeste de Varsóvia